# 채리티 컵
채리티 컵(영어: Charity Cup), 또는 ASB 채리티 컵(영어: ASB Charity Cup)은 매년 열리는 뉴질랜드의 축구 슈퍼컵이다.
대회는 1978년 NZFA 챌린지 트로피라는 이름으로 처음 시작되었다. 뉴질랜드 내셔널 풋볼 리그와 채텀 컵의 우승팀이 참가하며, 1987년 이후에는 중단되었다.
토너먼트는 2011년에 'ASB 채리티 컵'이라는 이름으로 다시 열리게 되었다. 대회 우승팀은 OFC 챔피언스리그에서 최고의 뉴질랜드 팀을 만나게 되었다.
2021년 뉴질랜드 축구 구조 조정에 이어 차리티컵은 2022시즌부터 다시 한 번 채텀컵 우승팀과 뉴질랜드 내셔널리그 우승팀이 맞붙는 구조가 되었다
| NZFA 챌린지 트로피 | NZFA 챌린지 트로피       | NZFA 챌린지 트로피 | NZFA 챌린지 트로피        |
| ------------------ | ------------------------ | ------------------ | ------------------------- |
| 1978년             | 마누레와 AFC             | 2-0                | 크라이스트처치 유나이티드 |
| 1980년             | 유니버시티-마운트 웰링턴 |                    | 노스 쇼어 유나이티드      |
| 1981년             | 유니버시티-마운트 웰링턴 |                    | 기즈번 시티               |
| 1982년             | 웰링턴 유나이티드        |                    | 더니든 시티               |
| 1983년             | 유니버시티-마운트 웰링턴 |                    | 노스 쇼어 유나이티드      |
| 1984년             | 마누레와 AFC             | 2–1                | 유니버시티-마운트 웰링턴  |
| 1985년             | 기즈번 시티              | 1-0                | 마누레와 AFC              |
| 1986년             | 웰링턴 유나이티드        |                    | 네이피어 시티 로버스      |
| 1987년             | 노스 쇼어 유나이티드     |                    | 유니버시티-마운트 웰링턴  |
| ASB 채리티 컵      |                          |                    |                           |
| 2011년             | 오클랜드 시티            |                    | 와이타케레 유나이티드     |
| 2012년             | 와이타케레 유나이티드    |                    | 오클랜드 시티             |
| 2013년             | 오클랜드 시티            |                    | 와이타케레 유나이티드     |
| 2014년             | 팀 웰링턴                |                    | 오클랜드 시티             |
| 2015년             | 오클랜드 시티            |                    | 팀 웰링턴                 |
| 2016년             | 오클랜드 시티            |                    | 팀 웰링턴                 |
| 2017년             | 팀 웰링턴                |                    | 오클랜드 시티             |
| 2018년             | 오클랜드 시티            |                    | 팀 웰링턴                 |
| 2019년             | 오클랜드 시티            |                    | 이스턴 서버브스           |
| 2020년             | 오클랜드 시티            |                    | 팀 웰링턴                 |

1. ↑  “NZFA Challenge Trophy / Charity Cup”. 《ultimatenzsoccer.com》.
2. ↑  “National League Regulations 2021”. New Zealand Football. 2021년 8월 11일에 확인함.